# Матичане
Матичане (алб. Matiçan) је насељено место у граду Приштини, на Косову и Метохији. Према попису из 2024. у насељу је живело 38.360 становника.

## Становништво
Према попису из 2011. године, Матичане има следећи етнички састав становништва:
| Националност        | 2011.           |
| Албанци             | 13.782 (99,32%) |
| Турци               | 42 (0,30%)      |
| Бошњаци             | 21 (0,15%)      |
| Срби                | 3 (0,02%)       |
| Горанци             | 1 (0,01%)       |
| остали и недоступно | 27 (0,20%)      |
| Укупно              | 13.876          |

| Демографија | Демографија | Демографија |
| Година      | Становника  | Становника  |
| ----------- | ----------- | ----------- |
| 1948.       | 284         |             |
| 1953.       | 302         |             |
| 1961.       | 352         |             |
| 1971.       | 612         |             |
| 1981.       | 1.151       |             |
| 1991.       | 1.330       |             |
| 2011.       | 13.876      |             |